# Jenaro Méndez y del Río
Jenaro Méndez y del Río (* 10. Januar 1867 in Pajacuarán, Michoacán; † 13. März 1952 in Huajuapan de León, Oaxaca) war ein mexikanischer Geistlicher und römisch-katholischer Bischof von Huajuapan de León.

## Leben
Jenaro Méndez y del Río empfing am 15. März 1891 das Sakrament der Priesterweihe.
Am 16. März 1923 ernannte ihn Papst Pius XI. zum Bischof von Tehuantepec. Der Erzbischof von Antequera, José Othón Núñez y Zárate, spendete ihm am 20. Mai desselben Jahres die Bischofsweihe; Mitkonsekratoren waren der Bischof von Aguascalientes, Ignacio Valdespino y Díaz, und der Weihbischof in Mexiko-Stadt, Maximino Ruiz y Flores. Die Amtseinführung fand am 3. Juni 1923 statt. Am 17. März 1933 ernannte ihn Pius XI. zum Bischof von Huajuapan de León.